# (101) Helena
(101) Helena ist ein Asteroid des mittleren Hauptgürtels, der am 15. August 1868 vom US-amerikanischen Astronomen James Craig Watson am Detroit Observatory in Ann Arbor entdeckt wurde.
Der Asteroid wurde benannt nach Helena, der Tochter von Zeus und Leda und Anlass für den Trojanischen Krieg. Das Recht zur Benennung wurde der National Academy of Sciences der USA übertragen, deren Mitglied der Entdecker war. Diese gab es weiter an Benjamin Apthorp Gould, der den Namen auswählte.

## Wissenschaftliche Auswertung
Aus Ergebnissen der IRAS Minor Planet Survey (IMPS) wurden 1992 Angaben zu Durchmesser und Albedo für zahlreiche Asteroiden abgeleitet, darunter auch (101) Helena, für die damals Werte von 65,8 km bzw. 0,19 erhalten wurden. Radarastronomische Untersuchungen am Arecibo-Observatorium am 7. und 19. Oktober 2001 bei 2,38 GHz ergaben einen effektiven Durchmesser von 66 ± 7 km. Eine Auswertung von Beobachtungen durch das Projekt NEOWISE im nahen Infrarot führte 2012 zu vorläufigen Werten für den Durchmesser und die Albedo im sichtbaren Bereich von 67,2 km bzw. 0,18.
Photometrische Beobachtungen von (101) Helena fanden statt vom 4. bis 11. September 1980 am La-Silla-Observatorium in Chile. Aus der gemessenen Lichtkurve wurde ein Wert für die Rotationsperiode von 23,16 h bestimmt. Bereits kurz zuvor waren auch vom 15. bis 21. August 1980 Messungen am Table Mountain Observatory in Kalifornien erfolgt. Obwohl daraus zunächst eine Rotationsperiode von 11,615 h abgeleitet worden war, konnte in einer neuen Auswertung in Verbindung mit den Daten vom La-Silla-Observatorium zunächst der dort ermittelte, doppelt so große Wert bestätigt und dann auch noch mit 23,080 h wesentlich genauer angegeben werden.
Aus archivierten Daten des Asteroid Terrestrial-impact Last Alert System (ATLAS) aus dem Zeitraum 2015 bis 2018 konnte in einer Untersuchung von 2022 mit der Methode der konvexen Inversion eine Rotationsperiode von 23,11 h berechnet werden.